# 시모 해위해
시모 해위해(핀란드어: Simo Häyhä, 핀란드어 발음: [ˈsimɔ ˈhæy̯hæ] ( 듣기), 1905년 12월 17일~2002년 4월 1일)는 핀란드의 군인이다.  역사상 가장 많은 전과를 올린 저격수로 알려졌으며 겨울 전쟁에 참전하여 3개월간 소련군 병사 최대 542명을 사살했다. 은밀한 저격을 위하여 망원조준경을 사용하지 않고 아이언사이트만을 사용하여 저격을 감행했으며, 이러한 특징들에 기반하여 소련군 병사들은 해위해를 '백사병(白死病, 러시아어: Белая смерть 벨라야 스메르티[*])', '하얀사신'이라고 부르며 두려워하였다.

## 가계 및 초기 생애
시모 해위해는 카리알라 라우턔르비에서 여덟 명 중 일곱째로 태어났다. 라우턔르비의 작은 마을인 미에틸래(Miettilä)에서 초등교육을 받은 뒤 고향 집에서 큰 형과 함께 농사를 지었다. 그러면서 수렵과 어로 생활을 하며 여가를 보냈다. 이런 사냥 경험은 시모 해위해가 독자적인 사격술을 가지고 입대하도록 만드는 중요한 자산이 된다.
17세가 된 직후 라우턔르비 백위대에 들어갔고 여기서 사격을 배워 곧 비푸리 최고의 실력자가 되었다. 1925년 라이볼라(Raivola, 현 로시노)에서 징병되어 이후 15개월간 복무 후 상병으로서 전역하였다. 이후 발컈르비(Valkjärvi, 현 민추린스코예)의 제2자전거대대를 거쳐 부사관 과정을 밟고 테리요키(Terijoki, 현 젤레노고르스크)의 제1자전거대대에서 근무했다. 이후 세계제일의 저격수로 유명해지는 것과 달리 저격수 훈련은 1939년에 예비역으로 소집된 중대의 직속상관인 아르네 유틸라이넨 중위가 시모 해위해를 특수 저격병에 배정하면서 처음 받았다.

## 콜라 전투
시모 해위해는 겨울 전쟁(1939년 11월 30일-1940년 3월 13일)이 발발하자 재입대하여 전쟁 말기 중상을 입을 때까지 종군했다. 주로 콜라 전선에서 싸웠으며, 제34보병연대 제6중대 소속으로 중대장은 아르네 유틸라이넨이었다. 콜라 전선에서 시모 해위해는 약 100일간 542명에게 사상을 입히는 전과를 올린다. 542명을 사살한 것은 단일 저격수로서는 역대 최다 사살 기록이지만, 이는 1939년 11월 30일자 핀란드 육군 문서에 기록되어있는 수치로서 공식적인 기록은 200여명을 조금 상회하는 수준으로 알려져있기도 하다. 그는 콜라 전선에서 100일간 5일에 1번 꼴의 전투를 벌였으며, 주요 전과는 다음과 같다. 
- 1939년 12월 22일: 22일간 138명 사살[8]
- 1940년 1월 26일: 35일간 61명 사살[9]
- 1940년 2월 17일: 22일간 20명 사살[10]
- 1940년 3월 7일: 18일간 40명 사살[10]

시모 해위해의 이러한 전과와 더불어 핀란드 군의 선전은 소비에트 연방이 더 이상 핀란드로 진격할 수 없도록 막았고, 전선이 고착화되던 와중 평화협정이 맺어지면서 콜라 전투는 종료되었다.

## 특징
시모 해위해가 콜라 전선에서 거둔 이와 같은 성과들은 일반적인 저격수와 차별화되는 해위해만의 전술적인 특징에서 기인한다. 시모 해위해가 사용한 총은 'Pystykorva'로 알려진 모신-나강 소총 계열의 총이다. 이 총은 저격용으로 사용하였으며 유사시 Suomi KP/31 기관단총을 사용하였다.
시모 해위해가 일반적인 저격수와 차별화됐던 점은 별도의 스코프를 사용하지 않고 총에 달린 아이언사이트를 사용해 저격을 감행했다는 점이다. 시모 해위해가 이런 선택을 한 이유는 다음과 같다.
- 스코프의 경우 겨울에 성에가 낄 수 있는데, 아이언사이트는 그럴 염려가 없음
- 스코프를 사용할 경우 아이언사이트를 사용할 때보다 머리를 더 들어야해서 발각될 가능성이 높음

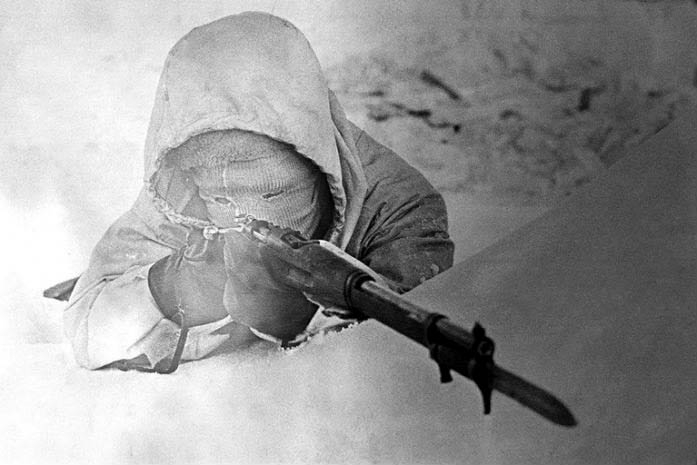
위장한 시모 해위해

- 위장한 시모 해위해스코프의 렌즈가 햇빛에 반사될 수 있어 들킬 수 있음

시모 해위해는 아이언사이트와 맨눈을 이용한 저격수였기에 평균적인 저격 거리가 200m를 넘지 않는 초근접 저격을 선호한 저격수였다. 이는 시모 해위해는 약 100일간 평균 저격거리 200m 정도의 초근접 저격 임무를 수행했음에도 부상을 입기 전까지 적에게 공격받지 않았다는 의미를 내포하기도 하는데, 이 같은 전과가 가능했던 것은 시모 해위해만의 은엄폐술이 있었기에 가능했다. 시모 해위해가 사용한 은엄폐술은 다음과 같다.
- 총구 주변에 눈을 단단히 누르고 압축시켜 사격 시 눈이 흩날리지 않도록 함
- 저격 중 호흡 시, 입에 눈뭉치를 물어 입김이 새나가지 않도록 함
- 밤에만 이동하고, 해가 뜨면 발각 위험을 줄이기 위해 부동자세를 유지함

또한 160cm 정도였던 그의 신장 역시 그가 발각되지 않았던 이유라고 할 수 있다. 추가적으로, 해위해는 저격뿐만 아니라 발각되었을 때 기관단총을 사용하여 근접전투를 치르기도 하는 등, 단독으로 활동하는 지정사수의 임무를 수행했다고 봐도 무방하다.

## 부상

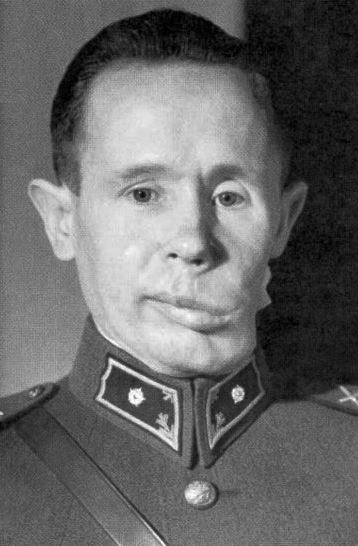
시모 해위해 부상후 얼굴을 재건한 모습

임무를 수행하던 시모 해위해는 1940년 3월 6일, 소련군이 그를 잡기 위해 발사한 유탄의 파편이 턱에 명중하여 큰 부상을 입게 된다. 당시 동료들이 "얼굴의 절반이 사라졌다" 라고 말할 만큼 위턱, 아래턱, 왼쪽 뺨의 대부분이 손상된 큰 부상이었다. 당시 그가 발견된 것도 그가 유탄 파편에 맞은 이후 의식을 잃고 쓰러져 여러 시체 더미 사이에서 다리가 떨리고 있던 것을 동료 병사가 간신히 발견한 것이었다.
시모 해위해는 이 부상으로 죽음을 맞이할 뻔 했지만, 기적적으로 핀란드의 전쟁이 끝난 1940년 3월 13일에 의식을 되찾았고, 14개월간 26차례의 수술을 걸쳐 조금이나마 얼굴을 복원하는데 성공했다. 이후 세계 2차대전 내 여러 전투에 계속 참여하기 위해서 지속적으로 복무하기를 원했지만, 당시 그가 입었던 부상이 워낙 컸던 탓에 그의 소원은 기각되었고 차후 임무에서 면제받게 된다.

## 전후

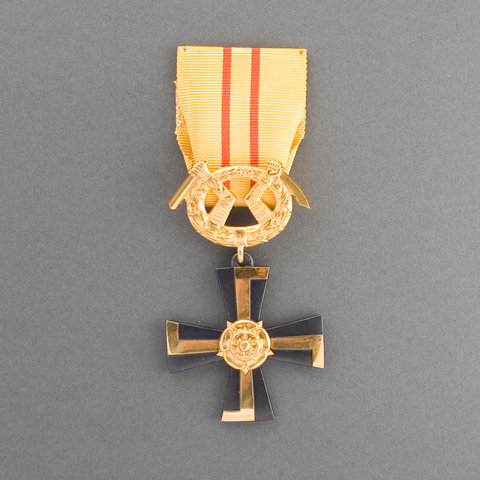
자유훈장 3급

시모 해위해는 전쟁이 끝난 후 많은 훈장들을 받았다. 우선 그는 자유훈장 1,2,3,4급을 수여받았는데 이 중 3,4급은 일반적으로 장교들에게만 수여되었었다는 점에서 이례적이었다. 또한, 콜라 전투 훈장 4번을 수여받았고, 만네르헤임 십자훈장 수상대상자로 뽑히기도 하였으나 아직까지는 검토단계에 남아있다.

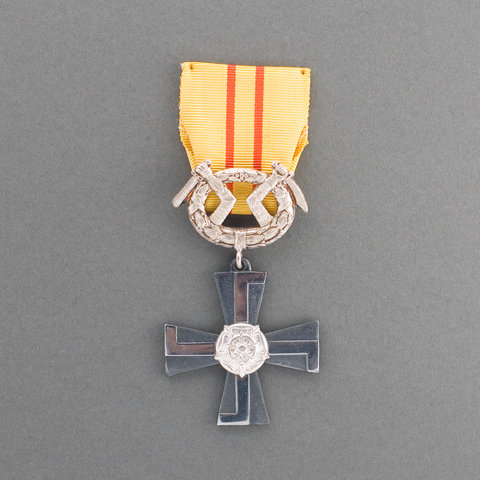
자유훈장 4급

그러나 이런 명예와는 반대로 그의 전후의 삶은 순탄하지는 못했다. 그는 세계 2차 대전이 끝난 후 핀란드 남동부의 작은 마을인 발키예르비에서 무스 사냥꾼이자 개 사육자로서 살아갔는데, 가끔 사냥 파티에 대통령 등의 유명인사가 오기도 했었지만 그의 콜라 전투간의 행보를 못마땅하게 여긴 일부 사람들에 의해 비난에 시달리기도 했고 때때로는 위협적인 순간을 맞이하기도 했다. 또한, 수술이 성공적으로 끝나긴 했어도 그가 입은 부상은 많은 사람들에게 있어서는 흉측한 것이었고, 이로 인해 시모 해위해는 남은 여생 동안 많은 사람들 앞에 그의 모습을 드러내는 것을 매우 꺼렸으며 죽을 때까지 독신으로 살았다. 그의 개 사육농장은 점점 운영하기 어려운 형편이 되었고 이에 그는 농장을 팔고 고향인 루오콜라티의 아파트로 이주하였다. 그는 이곳에서 남은 여생의 대부분을 보내게 되는데, 참전 경험을 밝히지 않는 등 매우 조용하게 여생을 보냈다. 이후 잠깐동안 하미나에 위치한 참전용사 요양원에서 짧은 말년을 보낸 후 2002년 4월 1일에 96세의 나이로 사망하였으며 고향인 루오콜라티에 묻혔다.

## 관련 작품
시모 해위해의 경우 직접적으로 모티브가 된 경우를 제외하고도, 스코프를 쓰지 않은 저격수라는 독특한 특징으로 인해 그의 스코프를 쓰지 않는 저격특성을 모티브로 한 캐릭터 역시 상당히 많은 편이다.
- A.V.A - NPC로 등장
- 내 독일에 나치는 필요없다 - 시모 해위해
- 라스트 오리진 - T-8W 발키리
- 로드 오브 히어로즈 - 올가 파블리첸코
- 로베스의 완전감각
- 리인카네이션의 꽃잎
- 마탄의 사수 - 하이하
- 소녀전선 - 모신나강
- 소녀전선: 뉴럴 클라우드 - 시모
- 종말의 발키리 - 시모 해위해
- 유희왕 - 백은의 스나이퍼
- 톰 클랜시의 디비전 2 - 하얀 사신: M44

## 같이 보기
- 콜라 전투
- 겨울 전쟁
- 저격수
- 지정 사수
- 핀란드
- 군인
- 아르네 유틸라이넨
- 제2차 세계 대전